# Gustave Chouquet
Adolphe Gustave Chouquet, född 16 april 1819, död 30 januari 1886, var en fransk musikforskare.
Chouquet var musikdirektör i Nordamerika 1840-1860, och från 1871 konservator vid instrumentsamlingen vid Paris konservatorium, vars katalog han författade 1875. Chouquet skrev Histoire de la musique du 14:e au 18:e siècle (1864) och Histoire de la musique dramatique en France (1873).